# Benito Loygorri

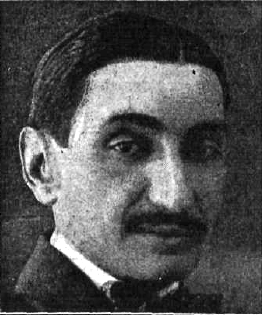
Benito Loygorri (1912)

Benito Loygorri Pimentel (* 4. September 1885 in Biarritz; † 1. Februar 1976 in Madrid) war ein Ingenieur, Pilot und Pionier der spanischen Luftfahrtgeschichte.

## Leben und Geschichte
Im Alter von 18 Jahren lernte Benito Loygorri die Brüder Wright kennen, die Schauflüge in Frankreich durchführten. Er war von diesem Moment an von der Fliegerei eingenommen und begann seine Fliegerlaufbahn bei Gabriel Voisin (Societé des Aéroplanes Voisin) in Frankreich. Nach Abschluss seines Ingenieurstudiums erhielt er am 30. August 1910 die erste von der FAI (Fédération Aéronautique Internationale) ausgestellte internationale Fluglizenz. Seine Lizenz war auch die erste, die vom Real Aero Club de España in Spanien bestätigt wurde. Die zweite Lizenz in Spanien wurde am 23. Oktober 1910 für den Infanten Alfonso de Orleáns y Borbón ausgestellt.
Benito Loygorri Pimentel wurde Ende 1910 spanischer Repräsentant der Farman Brüder. Maurice Farman und Henri Farman bauten bereits seit 1902 Automobile und ab 1908 auch Flugzeuge, bevor sie 1913 die Firma Farman Frères gründeten. Benito Loygorri führte zahlreiche Schauflüge für Farman durch, importierte die ersten Farman-Flugzeuge für die spanische Armee und schulte auch die spanischen Piloten.
Am 12. März 1911 eröffnet Benito Loygorri mit einem Henry-Farman-Doppeldecker den Flugbetrieb am Aeródromo de Cuatro Vientos. Loygorri startete vom Flugfeld, überquerte die Innenstadt von Madrid und landete nach 26 Minuten wieder in Cuatro Vientos. Es war zugleich der Beginn der spanischen Luftwaffe. Die A.M.E (Aeronáutica Militar Española) wurde mit vier Farman M.F.7 ausgestattet, die Loygorri importiert hatte.
Bedingt durch seine Tätigkeit für Farman flog er auch in Mexiko und in den Vereinigten Staaten von Amerika. 1914 schulte er Piloten der mexikanischen Luftwaffe. In den Jahren bis zu seiner Rückkehr nach Spanien war er auch in den USA als Ingenieur für General Motors tätig. Von 1932 bis 1949 war Benito Loygorri Geschäftsführer (Gerente) der Firma General Motors Peninsular SA, die für den Vertrieb der GM-Produktpalette für ganz Spanien und Portugal zuständig war.

## Posthum
1980 wurde in Spanien zum Gedenken an Benito Loygorri eine Briefmarke herausgegeben.